# Alice Melin
Alice Marie Joséphine Melin, echtgenote Bruylandt, vervolgens Guilmain, (Ampsin, 9 augustus 1900 - Huldenberg, 10 oktober 1985) was Belgisch senator.

## Levensloop
Alice Melin, geboren in een arbeidersgezin met vier kinderen, was beroepshalve secretaresse van een coöperatieve, daarna van een ziekenkas, nadat ze lagere school had gevolgd en door avondlessen zich had bekwaamd in boekhouding, talen en stenografie.
Na het overlijden van haar eerste man, behaalde ze in 1926 een diploma van sociaal assistente en trouwde ze met Urbain Guilmain. Vanaf 1926 werd ze lesgeefster voor de Socialistische Vooruitziende Vrouwen (1928-1965) en was secretaris van de Femmes Prévoyantes in Luik. Ze richtte ook vakantiekampen in voor jongeren en behoorde tot de stichters van vakantiehuizen in Oostduinkerke en Tihange. In 1936 organiseerde ze het onthaal voor Spaanse gevluchte kinderen.
Na de Tweede Wereldoorlog werd ze secretaris van de socialistische ziekenbond. 
Van 1954 tot 1958 was ze socialistisch provinciaal senator voor de provincie Luik en van 1958 tot 1961 was ze socialistisch senator voor het arrondissement Luik.
In Amay is er een Rue Alice Mélin.